# Eois aurata
Eois aurata är en fjärilsart som beskrevs av W. Warren 1897. Eois aurata ingår i släktet Eois och familjen mätare. Inga underarter finns listade i Catalogue of Life.